# Pietro Domenico Paradies
Pietro Domenico Paradies, o Pietro Domenico Paradisi (Napoli, 1707 – Venezia, 25 agosto 1791), è stato un compositore e didatta italiano.

## Biografia
Probabilmente allievo di Nicola Porpora a Napoli, iniziò la propria attività come compositore di opere per il teatro. La prima esecuzione documentata della sua musica fu infatti quella per l'opera Alessandro in Persia (Lucca, 1738), su libretto del fiorentino Francesco Vanneschi. La cattiva accoglienza di questo lavoro segnò negativamente la sua carriera di compositore per tale genere.
Nel 1746 si trasferì a Londra – dopo aver già cambiato la grafia del suo nome da quello italiano ‘Paradisi’ – dove fu celebre come insegnante di canto, clavicembalo e composizione. Nel 1770 Paradisi vendette la sua raccolta di manoscritti a Richard Fitzwilliam e si ritirò definitivamente in Italia, trascorrendo il resto della sua vita a Venezia.
La sua fama è dovuta prevalentemente alla eccellente produzione clavicembalistica in cui mostra uno stile compositivo affine a quello di Domenico Scarlatti. Celebri sono soprattutto le dodici sonate per clavicembalo (Londra 1754). Particolarmente noto è l'allegro dalla Sonata VI in La maggiore, conosciuto anche come Toccata in La maggiore, utilizzata anche in una versione per arpa (in realtà formata da tre brani distinti, tra cui anche una Sarabanda di Couperin e una Passacaglia di Haendel) come musica di sottofondo dell'Intervallo Rai.
Paradisi è anche autore di concerti per tastiera (organo e clavicembalo); compose inoltre arie e cantate (Favourite songs, Londra, 1747).

## Stile
Mentre la produzione operistica non ebbe particolare successo, le composizioni strumentali ebbero immediatamente una rapida diffusione, caratterizzandosi per uno stile colto e raffinato, dotato di fantasiosa inventiva e ricco di virtuosismi.

## Opere

### Opere teatrali
- 1738 - Alessandro in Persia (Lucca)
- 1740 - Il Decreto del Fato (Venezia)
- 1740 - Le Muse in gara (Venezia)[1]
- 1747 - Fetonte (Londra)
- 1751 - La forza d'amore (Londra)
- Antioco

### Musica strumentale
- 1754 Londra - [12] Sonate di gravicembalo
- 1768ca. Londra - A Favourite Concerto (per organo o clavicembalo)
- 1770 Londra - A Favourite Minuet with Variations (per tastiera)
- Concerto in Sol minore (per organo o clavicembalo)
- Allegro (per tastiera)
- Alcune sinfonie-ouverture; altre composizioni per tastiera

### Musica vocale
- Solfeggi per soprano; cantate; arie